# Hej Nostradamus
Hej Nostradamus, (eng. Hey Nostradamus! 2003) utgiven på svenska samma år, är en roman skriven av Douglas Coupland som handlar om olika människors upplevelser och reaktioner kring en fiktiv dödsskjutning på en skola i British Columbia, Kanada. Den är skriven i första person i fyra olika personers liv.